# Massenzatico
Massenzatico o Villa Massenzatico (Maseinsādegh in dialetto reggiano) è una frazione del comune di Reggio Emilia.

## Geografia
Massenzatico è situata a 7 km dal centro della città, nella zona nord-est del territorio comunale.

## Storia
Le origini della frazione risalgono probabilmente alla colonizzazione romana, come testimonia il ritrovamento, avvenuto nel 1702, di una lapide durante uno scavo nelle cantine del Palazzo Vescovile. La suddivisione in poderi corrisponde, grosso modo, alle antiche centurie.

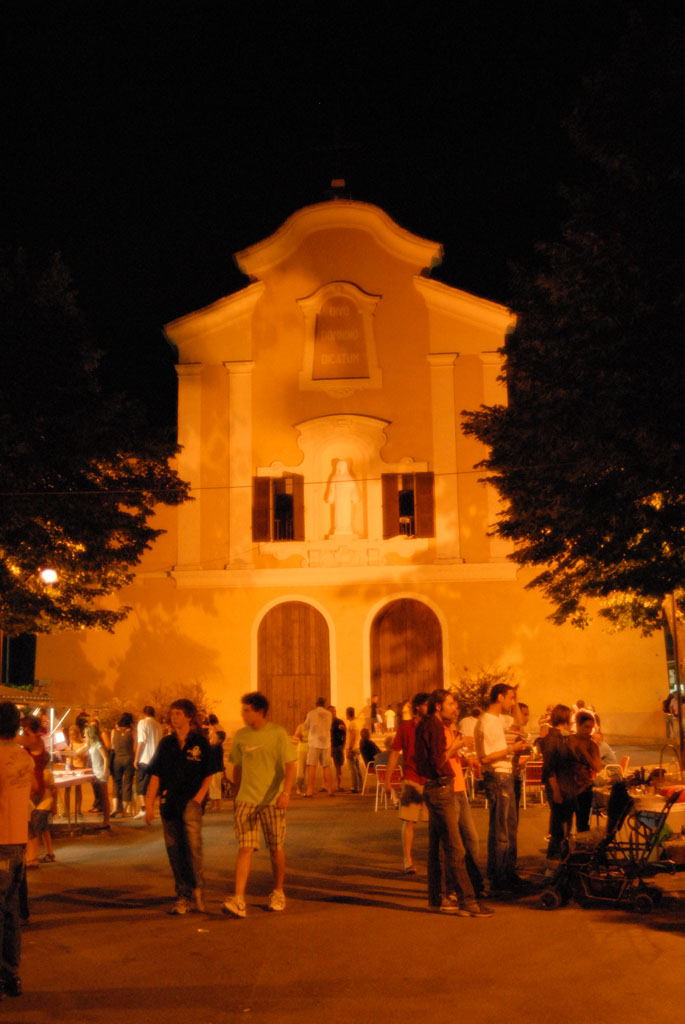
La chiesa di San Donnino martire

Fu feudo soggetto all'autorità del vescovo di Reggio Emilia dall'epoca della dominazione carolingia sino all'unità d'Italia. Questo secolare legame ha lasciato come testimonianza la chiesa dedicata a San Donnino, addossata al Palazzo Vescovile. Citato fin dal IX secolo tra i possedimenti ecclesiali, l'edificio subì nel corso dei secoli cospicui rimaneggiamenti, specie nel XVIII secolo, quando assunse le fattezze attuali, ad eccezione del decoro parietale interno e della facciata, opera del XIX secolo.
Con l'unità d'Italia le proprietà ecclesiali furono requisite e messe all'asta, e anche le terre di Massenzatico vennero sottratte al controllo vescovile dopo mille anni di dominio.
I primi anni del Regno d'Italia furono teatro di aspre rivolte, tra cui quella contro la "tassa sul macinato" (1869). Per rispondere ai bisogni delle classi più umili nacque a Massenzatico nel (1886) una Cooperativa di consumo, sulla spinta di alcuni personaggi illustri del socialismo reggiano, su tutti Camillo Prampolini. Alla prima seguirono altre società cooperative, sia di stampo socialista che cattolico.
Ospita la prima Casa del Popolo aperta in Italia, inaugurata dalla Società Artigiana Cooperativa di Villa Massenzatico il 9 settembre 1893, alla presenza di alcuni tra i maggiori dirigenti del movimento socialista italiano ed europeo (si stava tenendo in quei giorni al Teatro Ariosto il 2º Congresso del Partito Socialista Lavoratori Italiani) tra cui Camillo Prampolini, Filippo Turati, Enrico Ferri e Emile Vandervelde. Nel 1908 sorse la scuola elementare, tuttora in uso.
Al periodo fascista risalgono l'apertura della Farmacia Comunale 1925, della Cantina Sociale "La Grande" (1937, abbattuta nel 2003), della Cantina Sociale "Centro" (1938) e di edifici attigui al Teatro Artigiano.

## Monumenti e luoghi d'interesse
- Chiesa di San Donnino
- Casa Formella

## Economia

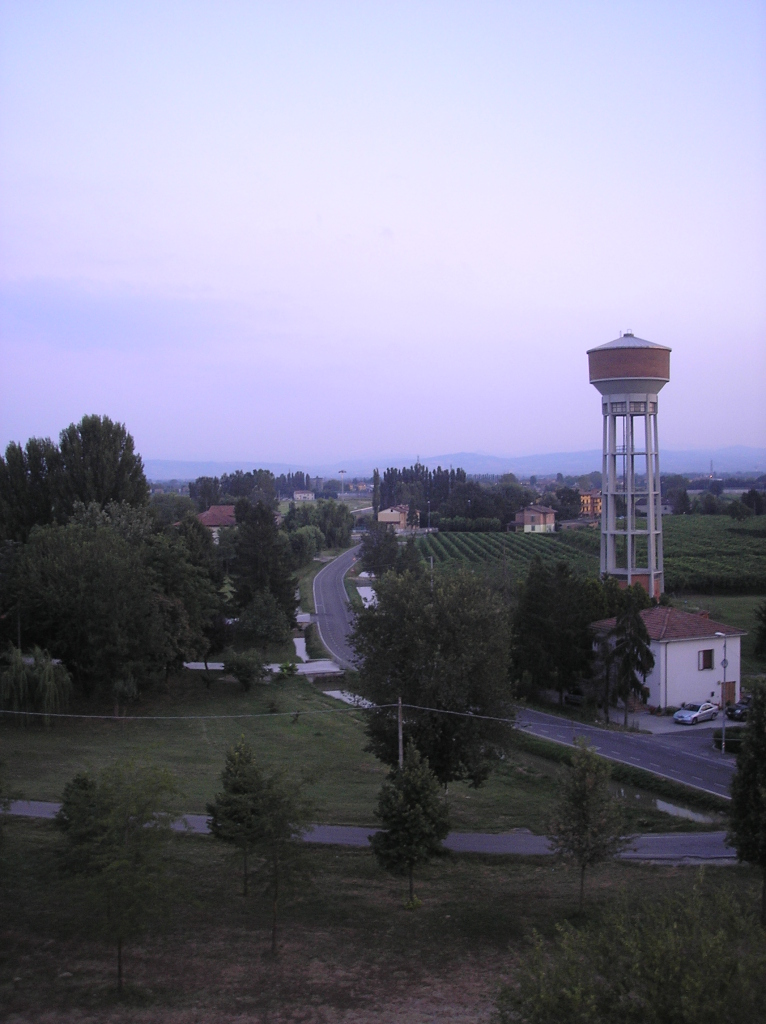
Vigne e campi di Massenzatico.

L'economia di Massenzatico è di stampo prevalentemente agricolo, nel settore vinicolo (in particolare Ancellotta, vitigno tipico della frazione impiegato nella produzione di Lambrusco), lattiero-caseario (Parmigiano-Reggiano) e suinicolo. Tuttavia la maggior parte della popolazione lavora nei centri vicini (Reggio Emilia, Correggio e Bagnolo in Piano).
Nel quinquennio 2002-2007 si è rafforzato il processo di crescita demografica iniziato nei primi anni ottanta, favorito da nuovi insediamenti abitativi, e ora Massenzatico è una delle frazioni più popolate del territorio comunale.